# Fussenacker
Der Fussenacker ist ein 291 Meter hoher Berg im südlichen Westerwald in Rheinland-Pfalz bei Montabaur. 

## Lage
Die Anhöhe liegt etwa 1,5 km südwestlich von Dernbach, etwa 1,5 km östlich von Staudt und etwa 2,5 km nordwestlich der Altstadt von Montabaur. Der Montabaurer Ortsteil Eschelbach liegt etwa 1 km südlich des Fussenacker. Über den Berg verlaufen die Gemarkungsgrenzen von Dernbach und Staudt. Der Gipfel des mit Wald bewachsenen Berges gehört zur Staudter Gemarkung. Von Nordosten kommend umfließt der Aubach die Erhebung westlich und fließt nach Südosten ab. Im Nordosten fließt zudem der Genschbach als linker Nebenfluss in den Aubach.